# Weissia blanda
Weissia blanda là một loài rêu trong họ Pottiaceae. Loài này được (Hook. f. & Wilson) Mitt. mô tả khoa học đầu tiên năm 1869.